# Могильний Валентин Вікторович
Валентин Вікторович Могильний (18 грудня 1965, Коханівка, Петропавлівський район, Дніпропетровська область, УРСР, СРСР — 21 листопада 2015, Леваллуа-Перре, Франція) —  український радянський гімнаст, п'ятиразовий чемпіон світу та шестиразовий чемпіон Європи.

## Біографія
Народився 18 грудня 1965 року в селі Коханівка, Дніпропетровської області. Почав займатися гімнастикою в місті Добропілля Донецької області. Згодом переїхав зі своїм тренером Володимиром Астафьєвим у місто Ленінськ-Кузнецький, а потрапивши у національну збірну тренувався в Олександра Олександрова у Москві.
Свої вагомі перші досягнення здобув у 1985 році. На чемпіонаті Європи в Осло, Могильний став другим в багатоборстві та вправах на кільцях, а на чемпіонат світу в Монреалі став триразовим чемпіоном світу. Гімнаст став найкращим у вправах на коні та паралельних брусах, а також виграв золото з командою.
У 1987 році став чемпіоном Європи у вправах на кільцях. Спортсмен не увійшов до складу збірної на чемпіонат світу 1987 року та на Олімпійські ігри 1988 року в Сеулі.
У 1989 році активно повернувся до змагань. На чемпіонаті Європи у Стокгольмі став чемпіоном у вправах на коні та в опорному стрибку, виграв срібну медаль у багатоборстві та бронзову медаль на паралельних брусах. Успішно гімнаст виступив і на чемпіонаті світу, де вдруге в кар'єрі став чемпіоном у вправах на коні та командних змаганнях. Окрім цього він став срібним призером у багатоборстві.
Чемпіонат Європи 1990 року став останнім великим турніром у кар'єрі спортсмена. Могильний зумів стати чемпіоном у багатоборстві, вправах на коні та паралельних брусах.
У 1987 році одружився з гімнасткою Ольгою Бірчевою, а у 1989 році в них народився син Олексій. Після розпаду СРСР їхня сім'я переїхала у Францію, де Могильний почав займатися тренерською роботою. Помер у 2015 році від серцевого нападу.

## Результати на турнірах[1]
| Рік  | Змагання                     | КБ | ІБ | Вільні вправи | Кінь | Кільця | Опорний стрибок | Паралельні бруси | Перекладина |
| ---- | ---------------------------- | -- | -- | ------------- | ---- | ------ | --------------- | ---------------- | ----------- |
| 1984 | Зустріч СРСР-НДР             | 1  | 5  |               |      |        |                 |                  |             |
| 1984 | Міжнародний турнір у Ризі    |    | 2  |               |      |        |                 |                  |             |
| 1984 | Чемпіонат СРСР               |    | 7  |               |      |        |                 |                  |             |
| 1985 | Чемпіонат Європи             |    | 2  | 4             | 4    | 2      | 8               | 8                |             |
| 1985 | Кубок Москви                 |    | 5  |               |      |        |                 |                  |             |
| 1985 | Університетські ігри         | 1  | 2  | 5             | 1    | 5      |                 | 4                | 1           |
| 1985 | Чемпіонат СРСР               |    | 3  |               |      |        |                 |                  |             |
| 1985 | Кубок СРСР                   |    |    |               |      |        |                 | 1                |             |
| 1985 | Чемпіонат світу              | 1  | 6  | 4             | 1    |        |                 | 1                |             |
| 1986 | Ігри доброї волі             | 1  | 2  | 2             | 1    | 1      |                 | 1                |             |
| 1986 | Зустріч СРСР-США             | 1  | 1  |               |      |        |                 |                  |             |
| 1986 | Кубок світу                  |    | 4  |               | 2    | 1      |                 | 1                | 6           |
| 1987 | Чемпіонат Європи             |    | 5  |               |      | 1      |                 | 7                | 8           |
| 1987 | Університетські ігри         | 1  | 4  |               | 1    | 3      |                 | 2                | 1           |
| 1987 | Зустріч СРСР-США             | 1  | 3  |               |      |        |                 |                  |             |
| 1987 | Чемпіонат СРСР               |    | 2  |               |      |        |                 |                  |             |
| 1988 | Кубок СРСР                   |    | 4  |               |      |        |                 |                  |             |
| 1989 | Кубок DTB                    |    | 1  |               | 6    | 3      | 1               |                  | 3           |
| 1989 | Чемпіонат Європи             |    | 2  |               | 1    | 5      | 1               | 3                | 7           |
| 1989 | Чемпіонат світу              | 1  | 2  |               | 1    | 7      |                 | 4                |             |
| 1990 | Чемпіонат Європи             |    | 1  |               | 1    | 5      |                 | 1                |             |
| 1990 | Міжнародний турнір у Франції |    | 1  |               | 1    |        |                 | 1                |             |
| 1990 | Ігри доброї волі             | 1  |    |               | 1    |        |                 |                  |             |